# Zentralbahn
Die Zentralbahn (zb) ist eine schweizerische Eisenbahngesellschaft, die aus der Integration der Brünigbahn der SBB in die Gesellschaft Luzern-Stans-Engelberg-Bahn (LSE) per 1. Januar 2005 entstand. Sitz der Gesellschaft ist Stansstad. Sie betreibt ein Meterspurnetz, das aus der Brünigbahn (Luzern – Interlaken Ost), der Luzern-Stans-Engelberg-Bahn und seit 2021 aus der Meiringen-Innertkirchen-Bahn besteht.

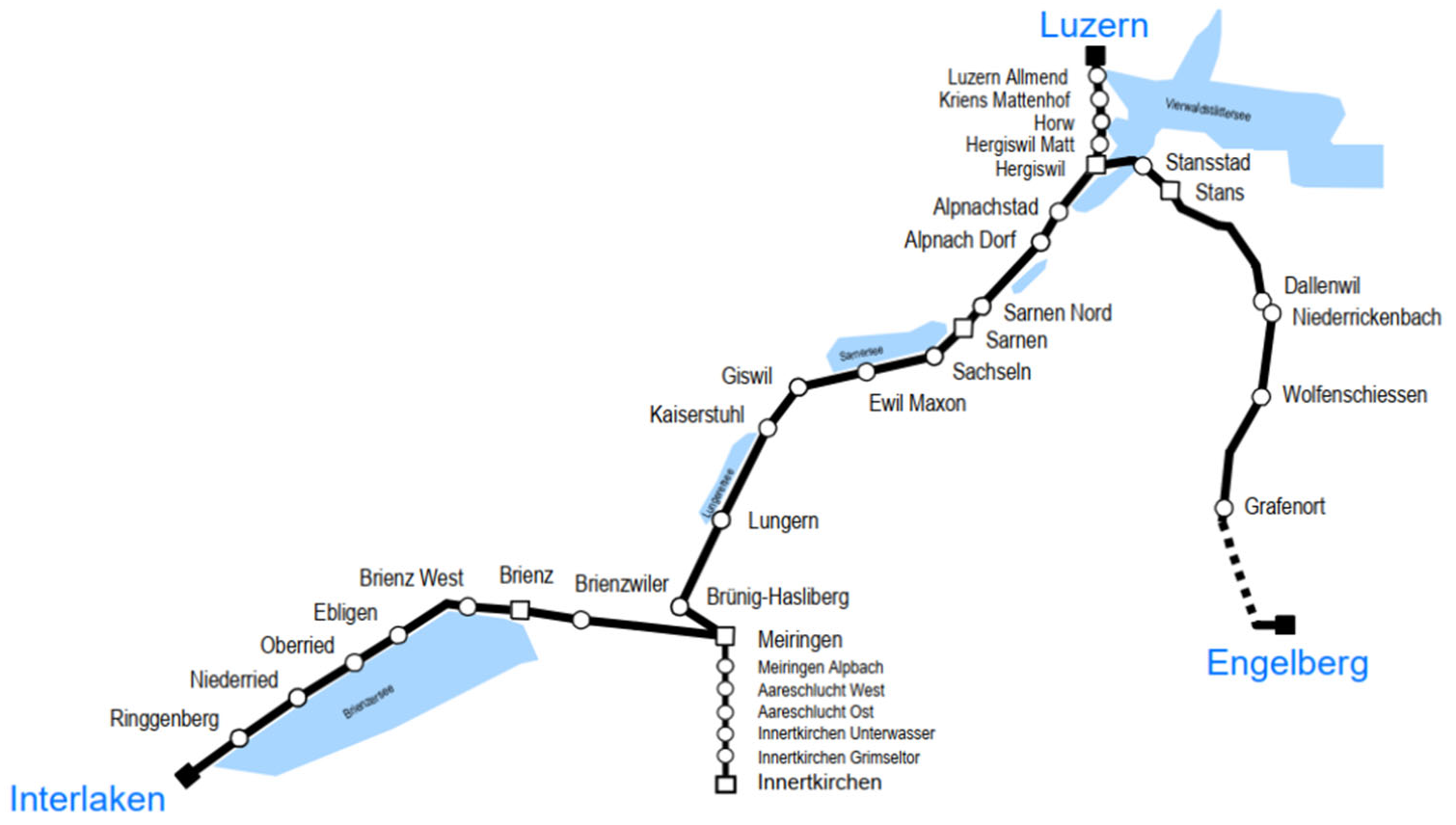
Streckennetz der Zentralbahn

Aktie der zb Zentralbahn AG vom 18. Mai 2005

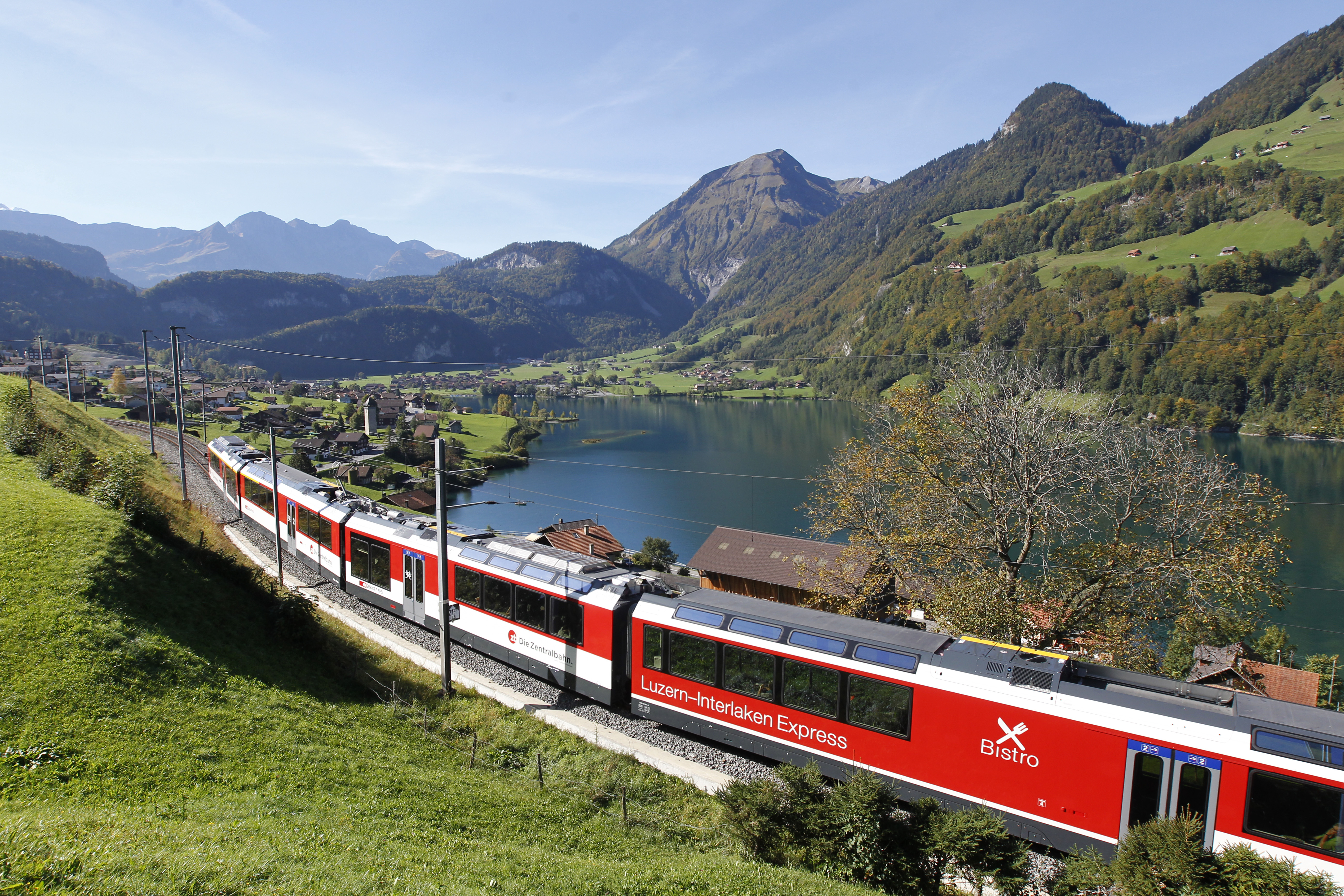
Luzern–Interlaken-Express am Lungerersee, 2012

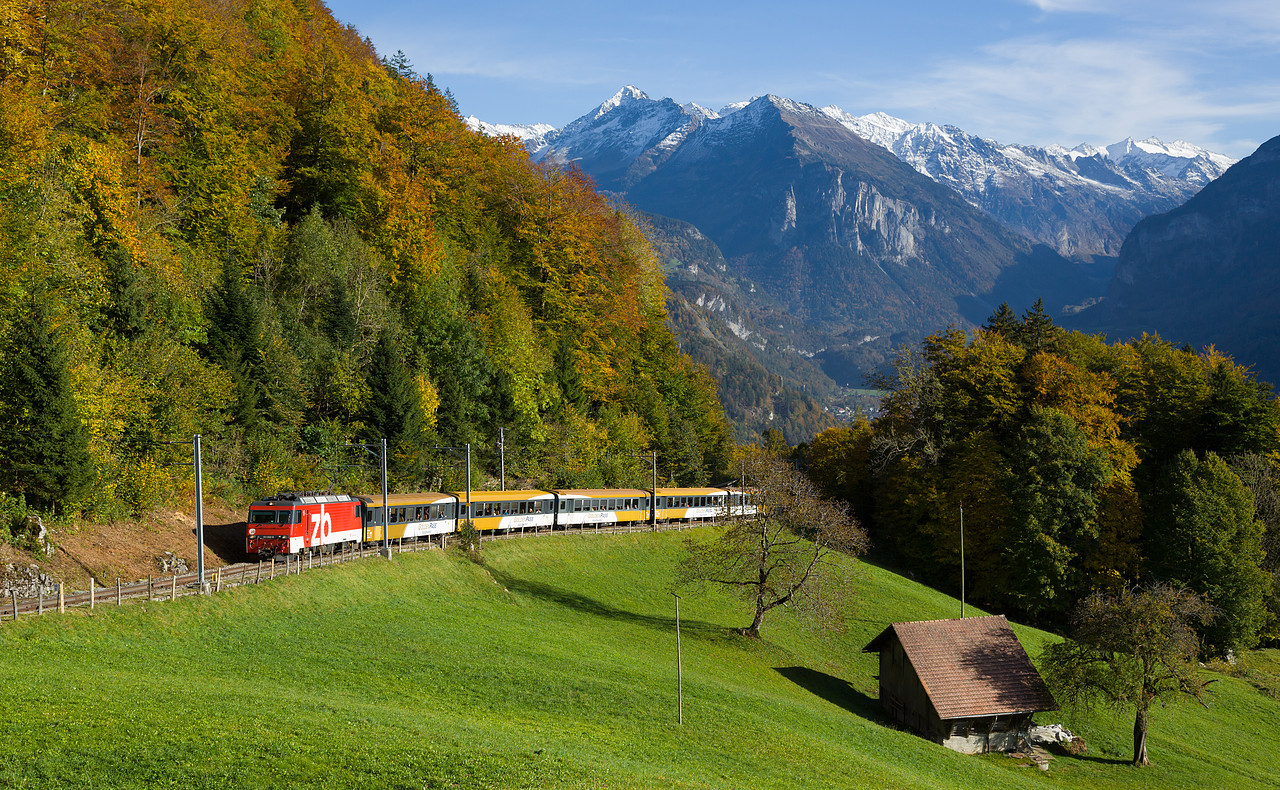
«Golden Pass»-Komposition am Brünigpass, seit Dez. 2013 nicht mehr im Einsatz

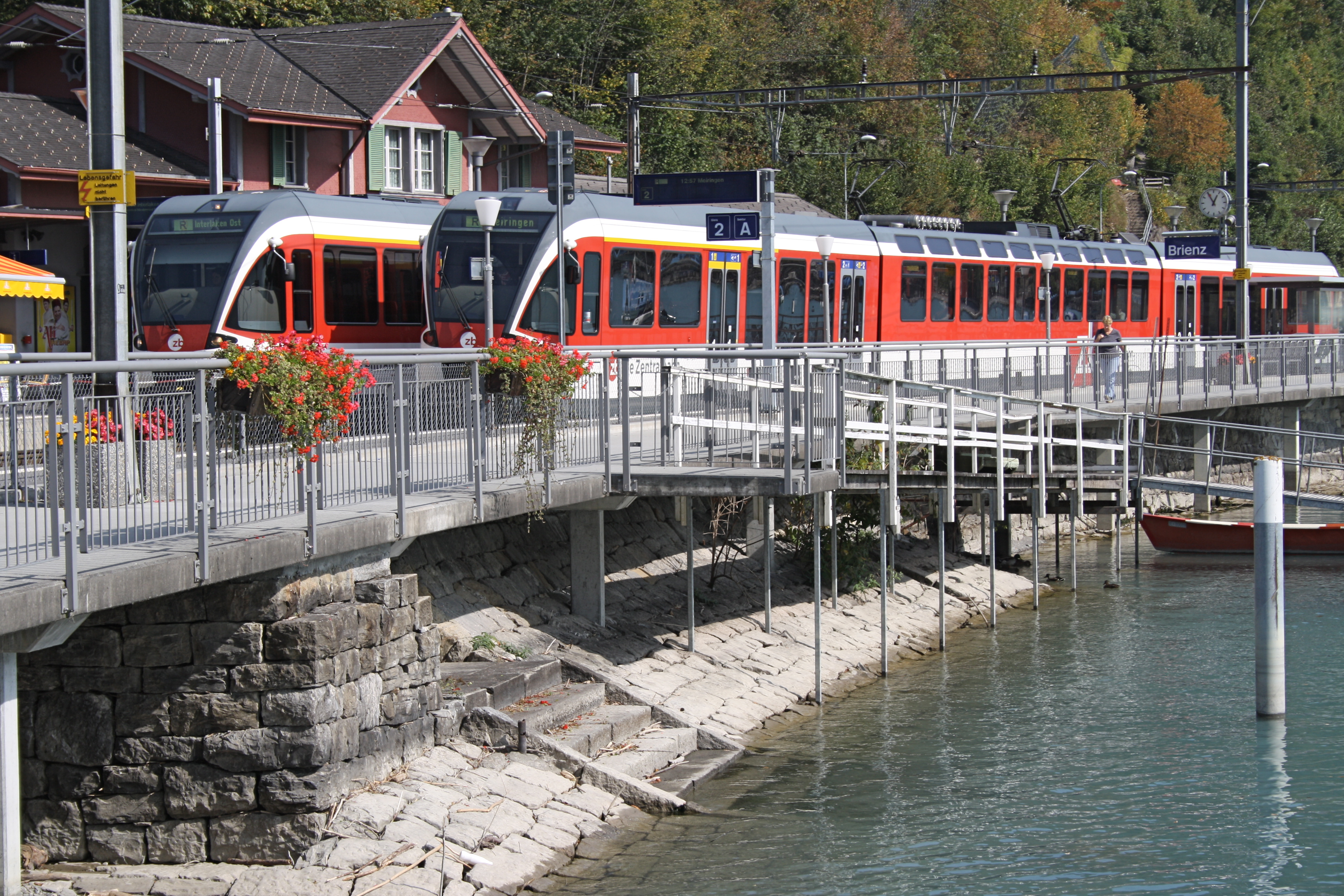
Zugkreuzung in Brienz

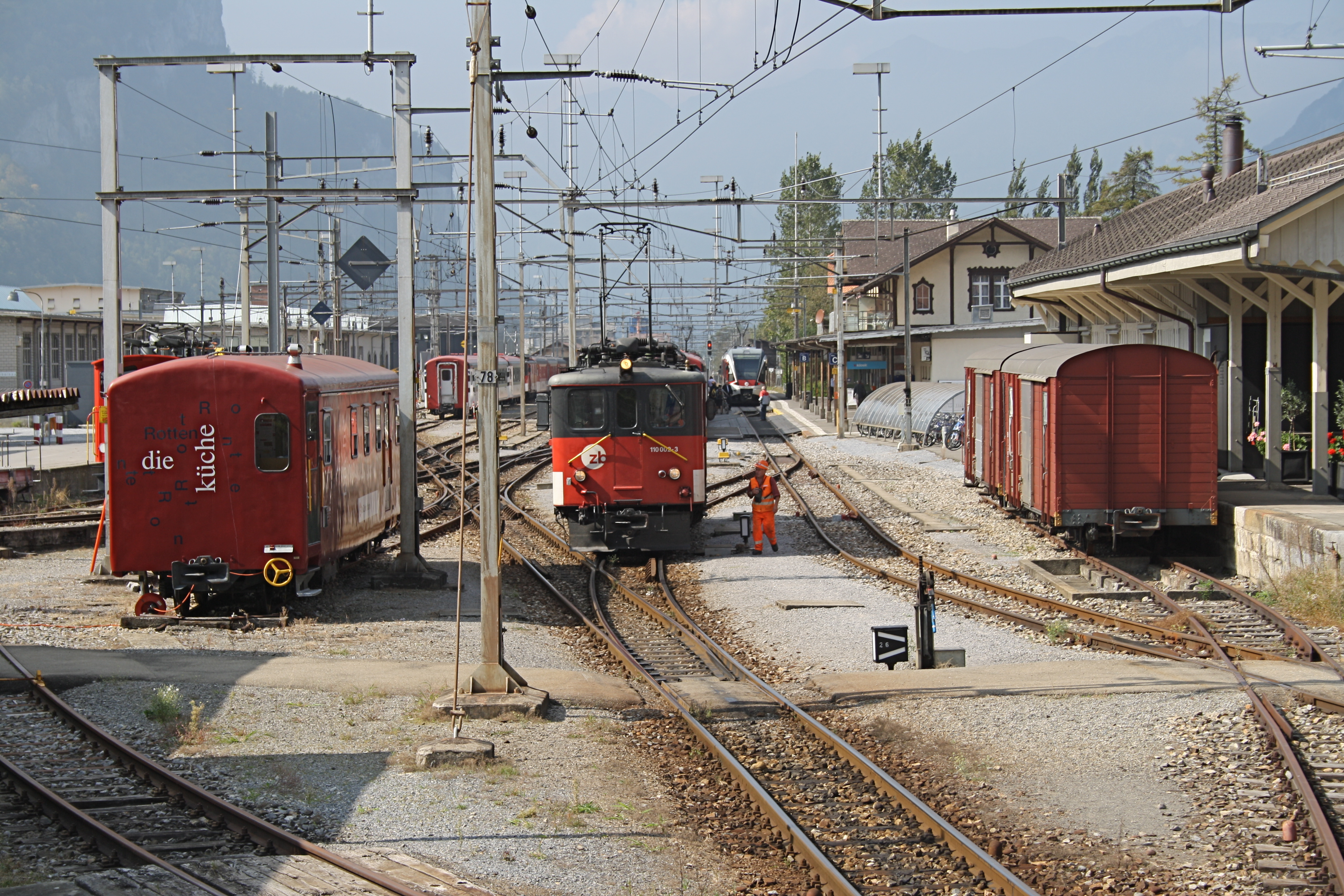
Bahnhof Meiringen, 2009

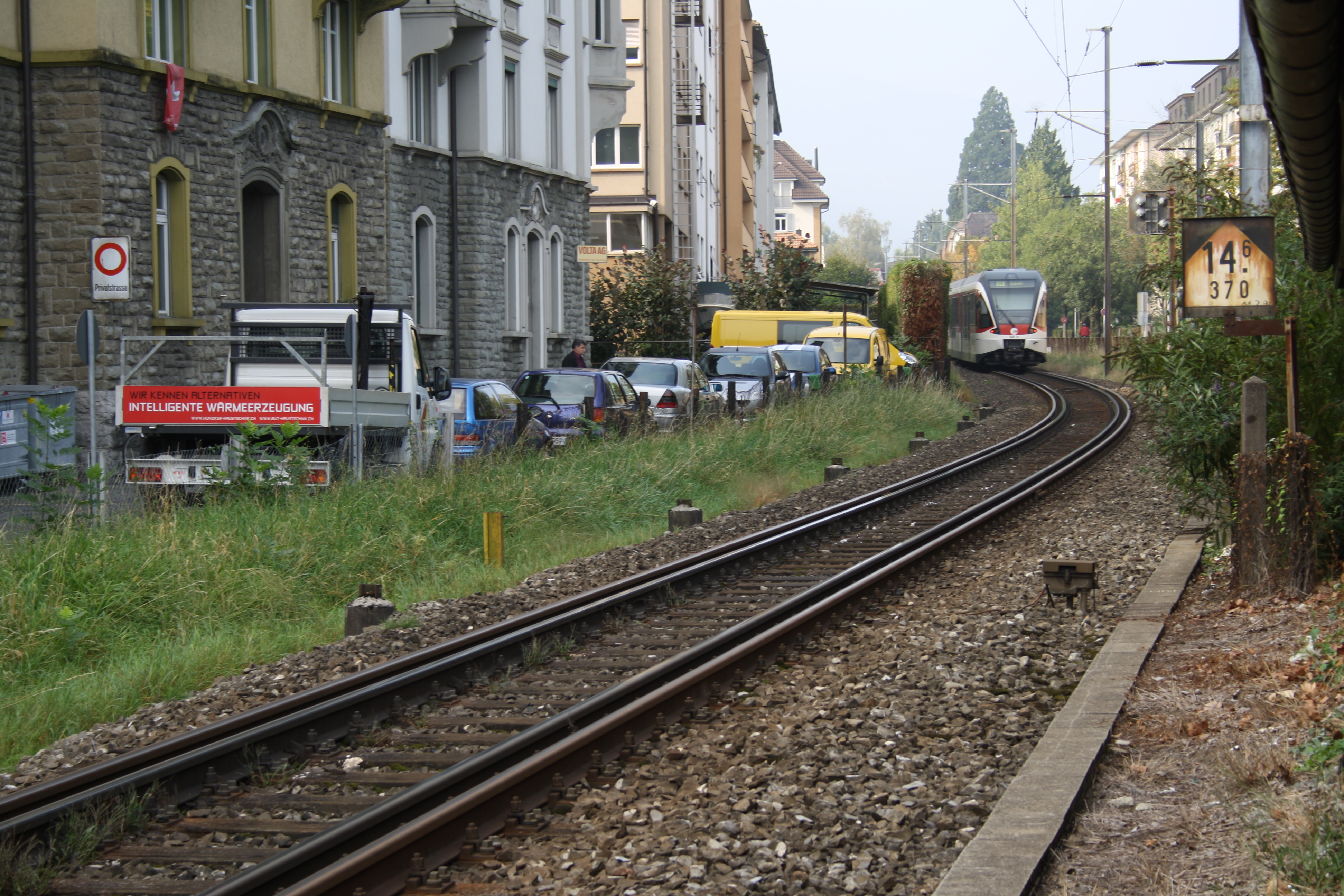
Ehemaliges Vierschienengleis längs der Eschenstrasse in Luzern, 2009

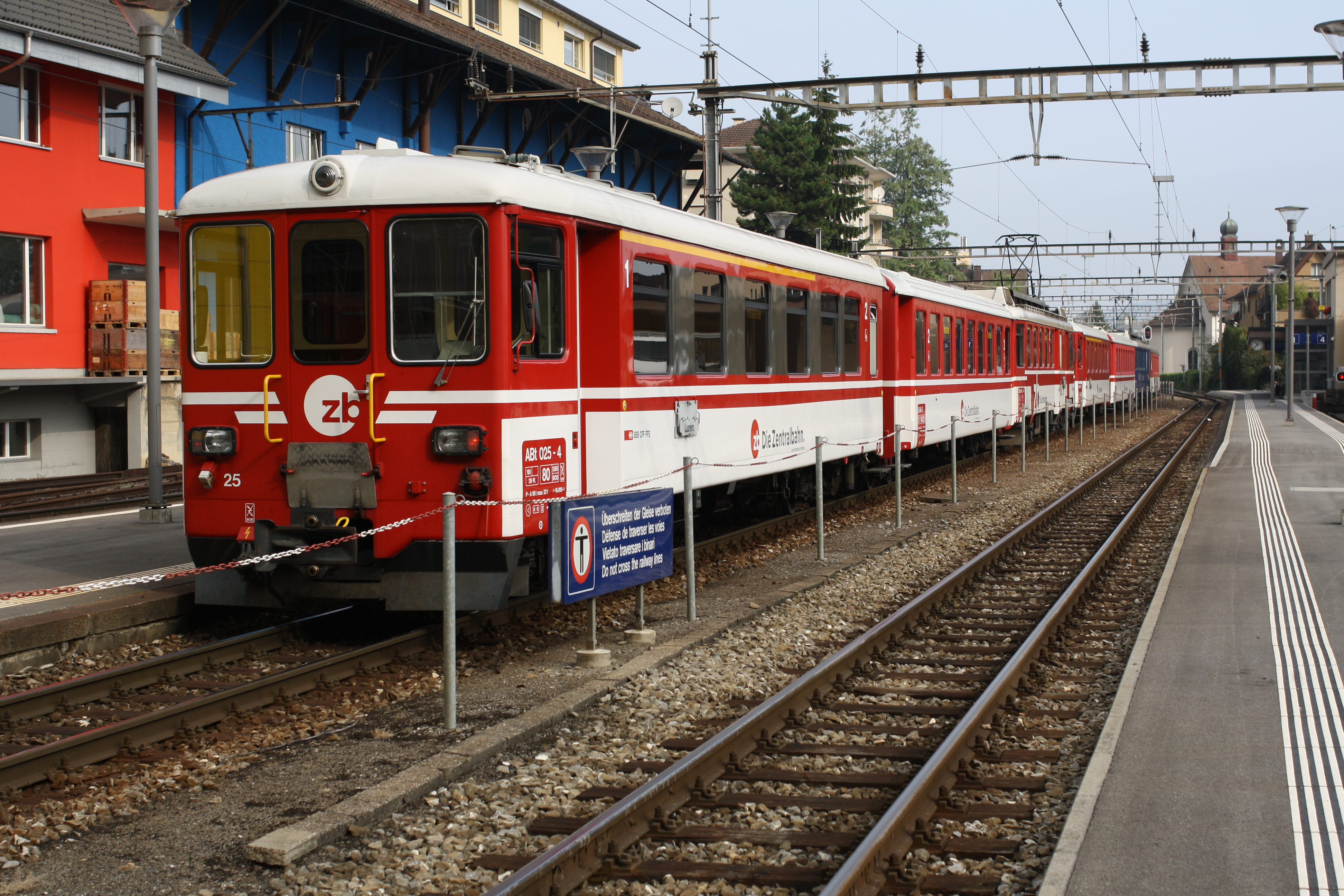
Zug mit Steuerwagen 25 in Hergiswil, so im Einsatz bis 2010

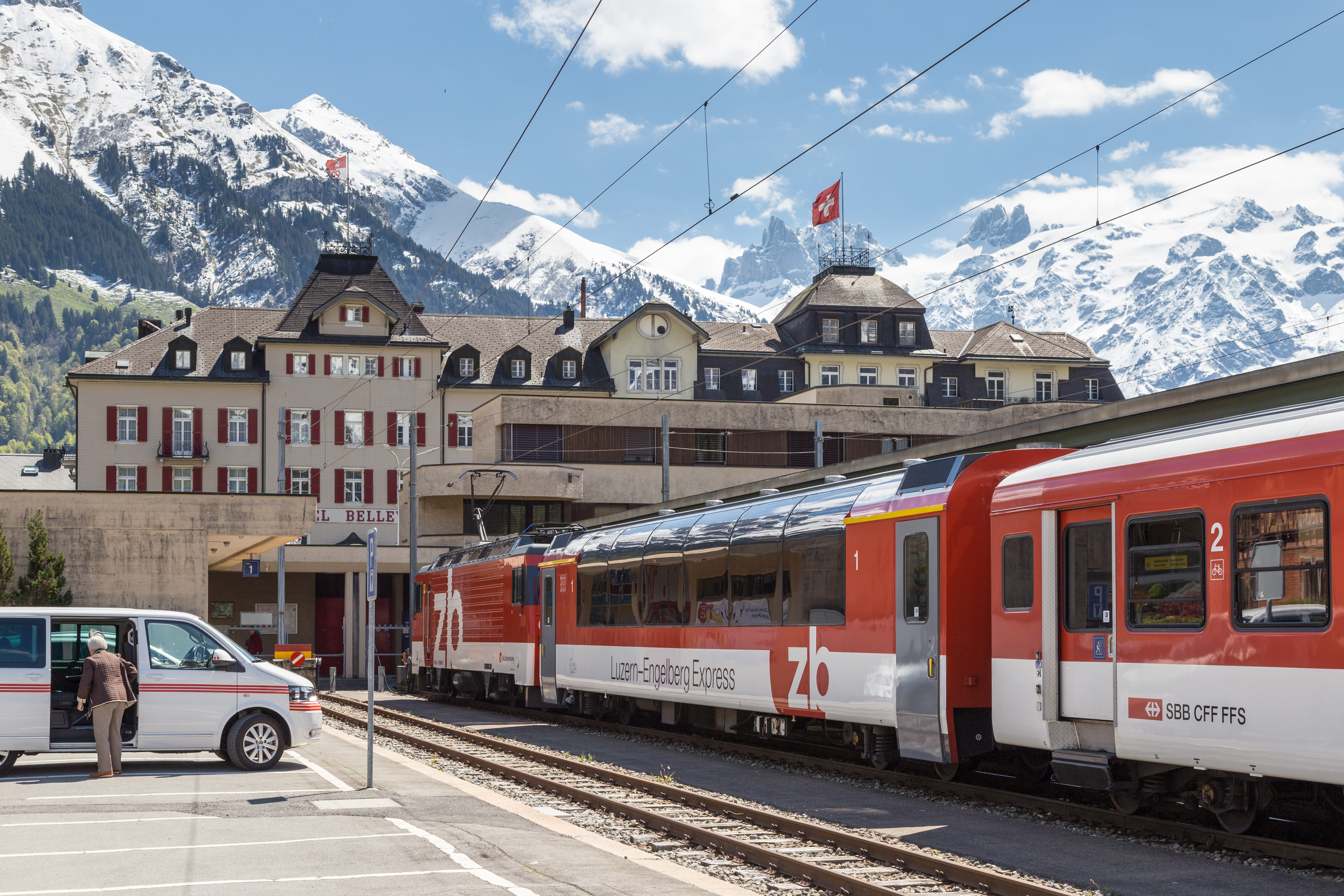
Endstation Engelberg

## Geschichte
1888 wurde von der Jura–Bern–Luzern (JBL) die Brünigbahn von Brienz über den Brünigpass bis nach Alpnachstad eröffnet und damit Brienzersee und Vierwaldstättersee verbunden. Ein Jahr später wurde die Bahn bis Luzern verlängert, 1916 auf der anderen Seite bis nach Interlaken Ost. Während des Zweiten Weltkriegs wurde die Strecke elektrifiziert und 1941/42 der elektrische Betrieb aufgenommen. Die JBL ging später in der Jura-Simplon-Bahn (JS) auf, und diese wurde 1903 verstaatlicht.
Am 10. Oktober 1890 wurde dem Initiativ-Komitee die Konzession für eine Bahnlinie von Stansstad nach Engelberg erteilt. Am 27. Januar 1897 konnte sich die Bahngesellschaft Elektrische Bahn Stansstad–Engelberg (StEB) konstituieren Eröffnet wurde die Strecke am 5. Oktober 1898. Weil das Unternehmen die Zinsen für das Fremdkapital nicht bezahlen konnte, verlangten 1957 einige Obligationäre die Zwangsliquidation. Diese konnte durch Aufkauf der Mehrheit der Obligationen durch die Ersparniskasse Nidwalden abgewendet werden.
Da die Strecke in Stansstad am Vierwaldstättersee endete, reichte die Regierung von Nidwalden 1951 ein Konzessionsgesuch für eine Verbindungsbahn nach Hergiswil mit Anschluss zur SBB Brünigbahn ein. Diese Konzession wurde 1956 erteilt, und 1959 bewilligten die Eidgenössischen Räte einen Bundesbeitrag, was erlaubte, die Bauarbeiten aufzunehmen. 1964 konnte die Verbindung Stansstad–Hergiswil mit Einbindung in den Bahnhof der Brünigbahn eröffnet und eine Komplettsanierung der bestehenden Strecke mit Anpassung an die Brünigbahn-Normalien abgeschlossen werden. Nun konnten direkte Züge ab Luzern unter Mitbenutzung des Brünigbahn-Abschnitts geführt werden. Die auch finanziell sanierte StEB nahm mit der Wiederinbetriebnahme den Namen Luzern-Stans-Engelberg-Bahn (LSE) an.
Am 30. Juni 2004 hat der Bundesrat die SBB ermächtigt, die Brünigbahn an die LSE zu verkaufen. Die Konzession der LSE wurde daraufhin auf die Brünigbahn ausgedehnt. Da die Brünigbahn der SBB keine eigenständige Gesellschaft war, liegt keine echte Fusion vor, sondern ein aufwändiger Zusammenschluss. In einem ersten Schritt änderte die LSE im Dezember 2004 ihren Namen in zb Zentralbahn AG. Daraufhin wurde eine Kapitalerhöhung vorgenommen, bei welcher die SBB Aktien zeichneten und diese durch das faktische Abtreten der Brünigbahn (Infrastruktur und Rollmaterial) liberierten. Die dadurch entstandene neue Gesellschaft operiert zwar selbständig, ist allerdings zu zwei Dritteln im Besitz der SBB. Die weiteren Aktionäre sind der Bund (16,1 %), die Kantone Nidwalden (11,8 %) und Obwalden (5 %) sowie die Gemeinde Engelberg (1 %). Nur 0,1 % der Aktien sind in Privatbesitz.
Gründe für die Fusion waren damals die anstehenden, grossen Investitionen in Rollmaterial und Infrastruktur, welche jede Bahn alleine nicht hätte tragen können. Da zudem auch die Spurweite von genau einem Meter und der Streckenabschnitt zwischen Luzern und Hergiswil identisch sind, war diese Fusion quasi ein logischer Schritt, wollte man nicht die Existenz einer der beiden Bahnen riskieren.
Eine ähnlich benannte Bahngesellschaft wurde bereits 1902 in die SBB integriert: die Schweizerische Centralbahn.
Im Dezember 2010 wurde der zwischen Grafenort und Boden erbaute 4043 Meter lange Tunnel Engelberg dem Verkehr übergeben. Durch den Neubau konnte die Fahrzeit von Luzern nach Engelberg um 14 auf 47 Minuten reduziert werden.
Am 12. November 2012 wurde der Neubauabschnitt zwischen dem Bahnhof Luzern und Kriens Mattenhof dem Verkehr übergeben. Herzstück ist der 1325 Meter lange doppelspurige Allmendtunnel. Er ersetzt die rund 1,4 Kilometer längere, oberirdische Einfahrt zum Bahnhof Luzern mit vier Bahnübergängen. Ausserdem wurde mit der neuen unterirdischen Haltestelle Luzern Allmend/Messe, die am 9. Dezember 2012 eröffnet wurde, der Süden Luzerns mit Swissporarena und Messegelände besser erschlossen. Auch wurden in den letzten 10 Jahren fast alle Bahnhöfe und das gesamte Streckennetz komplett erneuert. Dabei spielte auch das Jahrhunderthochwasser im Jahr 2005 eine mitentscheidende Rolle, konnte doch damals 80 % des gesamten Streckennetzes nicht mehr befahren werden.
Im August 2014 kam es am Bahnübergang Allmend in Wolfenschiessen zu einem tödlichen Unglück. Ein Kleinbus mit israelischen Touristen wurde beim Überqueren von einem Zug erfasst. Drei der acht Insassen starben; die anderen wurden zum Teil schwer verletzt. Der Übergang war lediglich mit einem Andreaskreuz markiert und nicht mit einer Schranke gesichert. Auf dem Gebiet der Gemeinde Wolfenschiessen gab es zum Zeitpunkt des Unglücks noch 32 dieser Kreuzungen. Bis Ende 2015 mussten solche Übergänge in der Schweiz entweder aufgehoben oder gesichert sein. Das Schweizer Bundesamt für Verkehr hatte ursprünglich eine Frist bis Ende 2014 gesetzt. Aufgrund von Eingaben von Bahnunternehmen war diese bis Ende 2015 verlängert worden.
Von 2005 bis 2011 war Josef Langenegger Geschäftsführer der Zentralbahn. Er war massgeblich an der Fusion der Brünigbahn mit der Luzern-Stans-Engelberg-Bahn beteiligt.
Von 2011 bis 2016 war Renato Fasciati Geschäftsführer der Zentralbahn. In dieser Zeit wurden mehrere Infrastrukturprojekte umgesetzt, und es wurde neues Rollmaterial in Betrieb genommen. Seit Juli 2016 ist Michael Schürch an der Spitze des Unternehmens.
Per 1. Januar 2021 übernahm die Zentralbahn die MIB und damit den Betrieb der Strecke Meiringen–Innertkirchen. Eine Umstellung auf 15 kV 16,7 Hz und durchgehende Züge Interlaken Ost–Innertkirchen werden mittels Studie geprüft.

## Rollmaterial

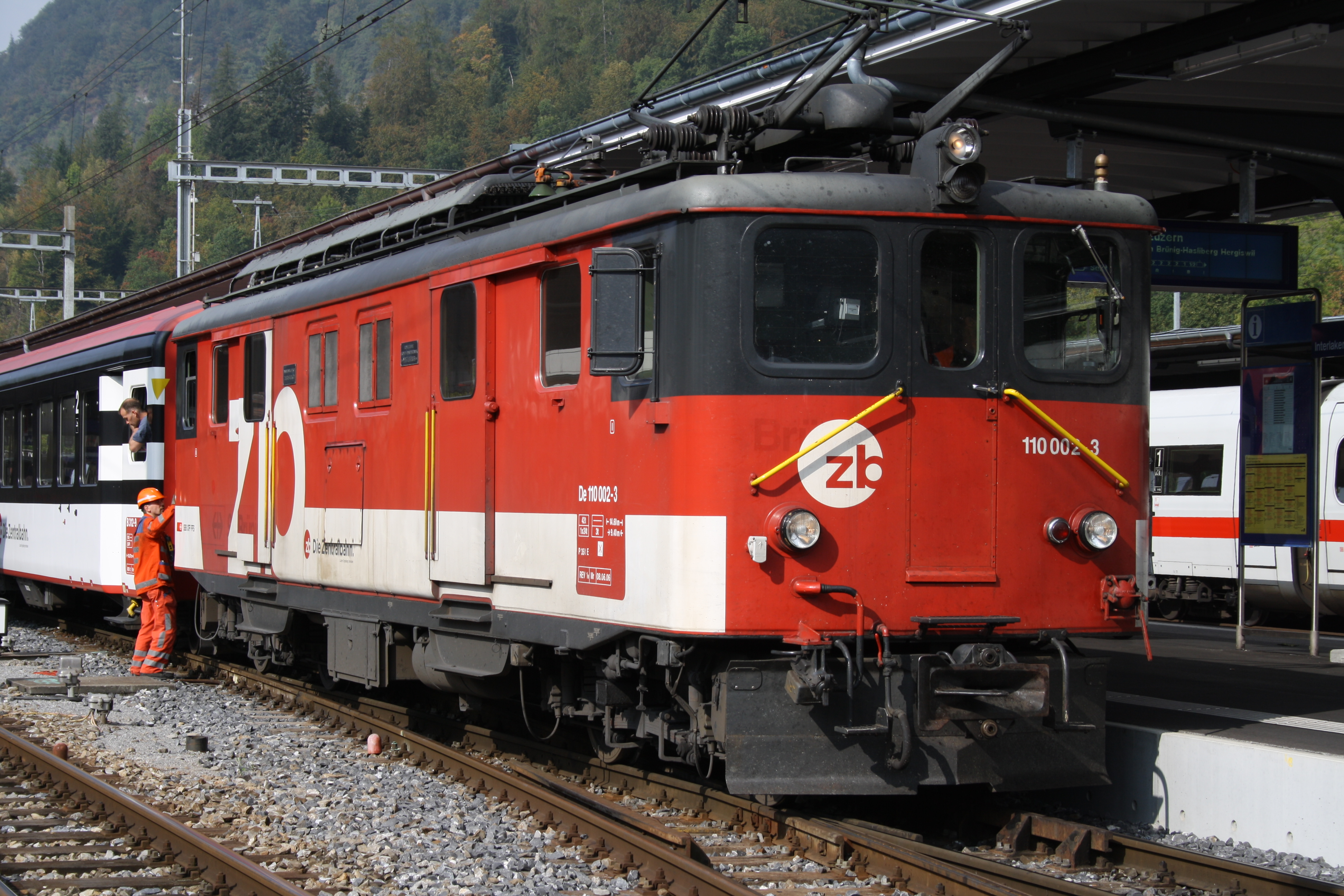
Gepäcktriebwagen De 4/4 (im Hintergrund ein ICE 1) in Interlaken Ost

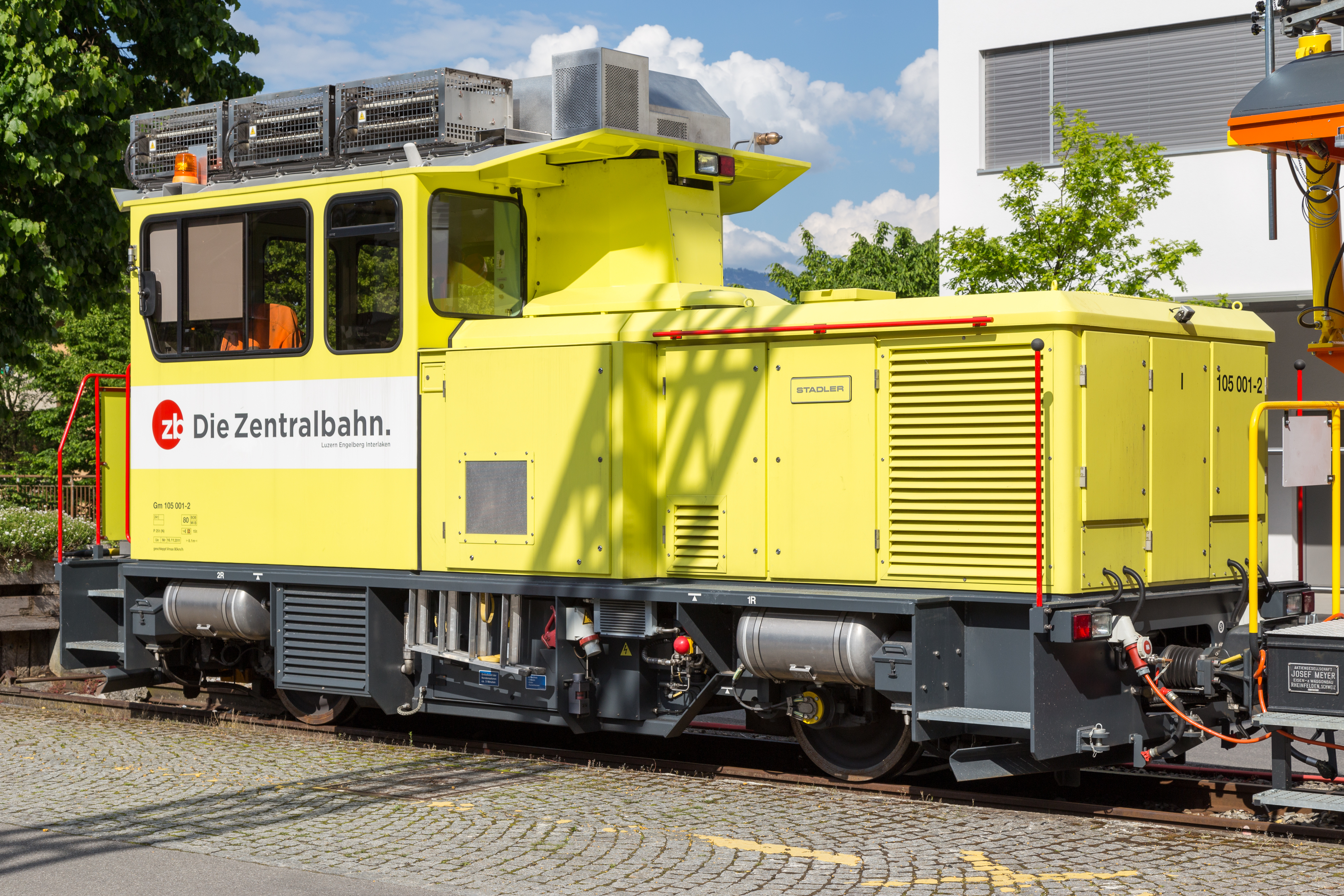
HGm 105 001-2 (HGm 2/2)

Da die Zentralbahn keine von Grund auf neu gegründete Gesellschaft war, wurde das Rollmaterial der Vorgängerbahnen übernommen. Erste «Neufahrzeuge» der ZB wurden die noch von den SBB bestellten zehn Spatz-Triebzüge (Typ ABe 4/8) für Talstrecken von Stadler Rail. Diese gingen ab Ende 2004 sukzessive in Betrieb und trugen bereits ab Werk das Corporate Design der Zentralbahn. Ebenfalls 2005 konnte eine neue dieselelektrische Zahnradlokomotive vom Typ Stadler HGm 2/2 in Betrieb genommen werden.
Die noch von der LSE bestellten drei Gelenksteuerwagen (Typ ABt) von Stadler wurden ab 2006 in Betrieb genommen. Die optisch stark an die Spatz-Triebzüge angelehnten Fahrzeuge wurden für den Betrieb durch den Stocktunnel (umgangssprachlich «Tunnel Engelberg») beschafft, dessen Fertigstellung sich allerdings mehrere Jahre verzögerte. Bis zur Inbetriebnahme des Tunnels im Dezember 2010 wurden die Gelenksteuerwagen in der Regel zusammen mit den Spatzen auf den S-Bahnlinien ab Luzern eingesetzt.
Für den Betrieb auf der ehemaligen LSE-Strecke nach Engelberg werden die neueren Fahrzeuge aus dem bestehenden Rollmaterialpark verwendet und teilweise modernisiert (Brandschutzmassnahmen). Seit Dezember 2010 verkehren nach Engelberg Lokpendelzüge mit HGe 4/4 II, Gelenksteuerwagen (941–943) und den neueren Wagen von der LSE, nach Ablieferung der neuen Triebzüge für den Brünig sind auch noch die beiden Panoramawagen dazu gekommen.
Im September 2009 bestellte die Zentralbahn vier siebenteilige Triebzüge Adler vom Typ ABeh 150 (126 m lang) und sechs dreiteilige Fink vom Typ ABeh 160 bei Stadler Rail. Die insgesamt rund 141 Millionen Schweizer Franken teuren Triebzüge haben einen Adhäsionsantrieb und einen getrennten Zahnradantrieb. Der Adler besteht aus zwei dreiteiligen Triebzügen mit je einem Führerstand und einem dazwischen gereihten, nicht angetriebenen Speisewagen. Der kommerzielle Einsatz der ersten abgelieferten Züge begann am 22. September 2012.
Seit dem Fahrplanwechsel im Dezember 2013 sind sämtliche Adler und Finken der ersten Bestellung im Einsatz. Während die Adler für den Luzern–Interlaken-Express eingesetzt werden, kommt der Fink sehr vielseitig zum Einsatz: einerseits zu Pendlerzeiten als Entlastungszug, dann während des Tages als Verstärkung zum Adler über den Brünig sowie am Abend für den Luzern–Engelberg-Express nach Engelberg. Dadurch, dass die Spatzen zu einem späteren Zeitpunkt mit Schwabkupplungen ausgerüstet wurden, verkehren beide Fahrzeuge auch zusammen im S-Bahn-Verkehr. Durch das neue Rollmaterial konnten mit dem Fahrplanwechsel 2014 ein integraler Viertel-Stunden-Takt zwischen Luzern und Hergiswil, neue Direktverbindungen zwischen Luzern und Stans bzw. Sarnen, sowie verkürzte Reisezeiten zwischen Luzern und Interlaken eingeführt werden. Im Herbst 2014 konnte die Zentralbahn zudem fünf weitere Finken bestellen, welche ab Herbst 2016 die über 40-jährigen Module, welche aktuell die Spatzen im S-Bahnverkehr zu Pendlerzeiten verstärken, ersetzen werden. Sie werden als ABeh 161 bezeichnet und sind nahezu baugleich. Eine weitere Bestellung von zwei Adlern als Ersatz für die HGe-GSW-Pendel sowie sieben Finken ist bei Stadler eingegangen. Die Fahrzeuge sollen 2026 abgeliefert werden.
Als erstes Bahnunternehmen in Westeuropa rüstete die Zentralbahn 2019 eine Fink-Komposition mit einer kontinuierlich arbeitenden laserbasierten Gleisvermessung nach. Dies ermöglicht erstmals einen bedarfsgerechten Unterhalt des Gleisbaus.
Bei Zaugg AG Eggiwil wurde 2024 die Schneefrässchleuder Xrotm 052 beschafft als Ersatz für die revisionsfällige Schneeschleuder Xrotm 051. Die neue Schneefrässchleuder bewältigt Schneehöhen bis 2870 mm und kann die Fräsaggregate auf 5800 mm Breite ausfahren. Für den Fahrtrichtungswechsel wird das Fahrzeug mit einem zentralen Hydraulikzylinder angehoben und um 180° gedreht, für diesen Vorgang steht eine Fernsteuerung zur Verfügung. Die Serie HGe 101 und die HGm 104 003 können von der Schneefrässchleuder vielfachgesteuert werden.

## Zahnstangenabschnitte
Auf dem Netz der Zentralbahn befinden sich fünf Zahnstangenabschnitte, vier auf der Brünigbahn und der Abschnitt Mettlen–Boden auf der Strecke nach Engelberg:
| Abschnitt                    | von km | bis km | Länge    | max. Neigung |
| ---------------------------- | ------ | ------ | -------- | ------------ |
| Giswil – Kaiserstuhl         | 29,444 | 31,812 | 2 368 m  | 102 ‰        |
| Lungern – Chäppeli           | 35,900 | 37,590 | 1 690 m  | 105 ‰        |
| Chäppeli – Brünig-Hasliberg  | 38,773 | 39,962 | 1 189 m  | 110 ‰        |
| Brünig-Hasliberg – Meiringen | 40,270 | 44,122 | 3 852 m  | 128 ‰        |
| Mettlen – Boden              | 18,871 | 22,668 | 3 797 m  | 105 ‰        |
| Summe Zahnstangenabschnitte  |        |        | 12 896 m |              |

## Galerie

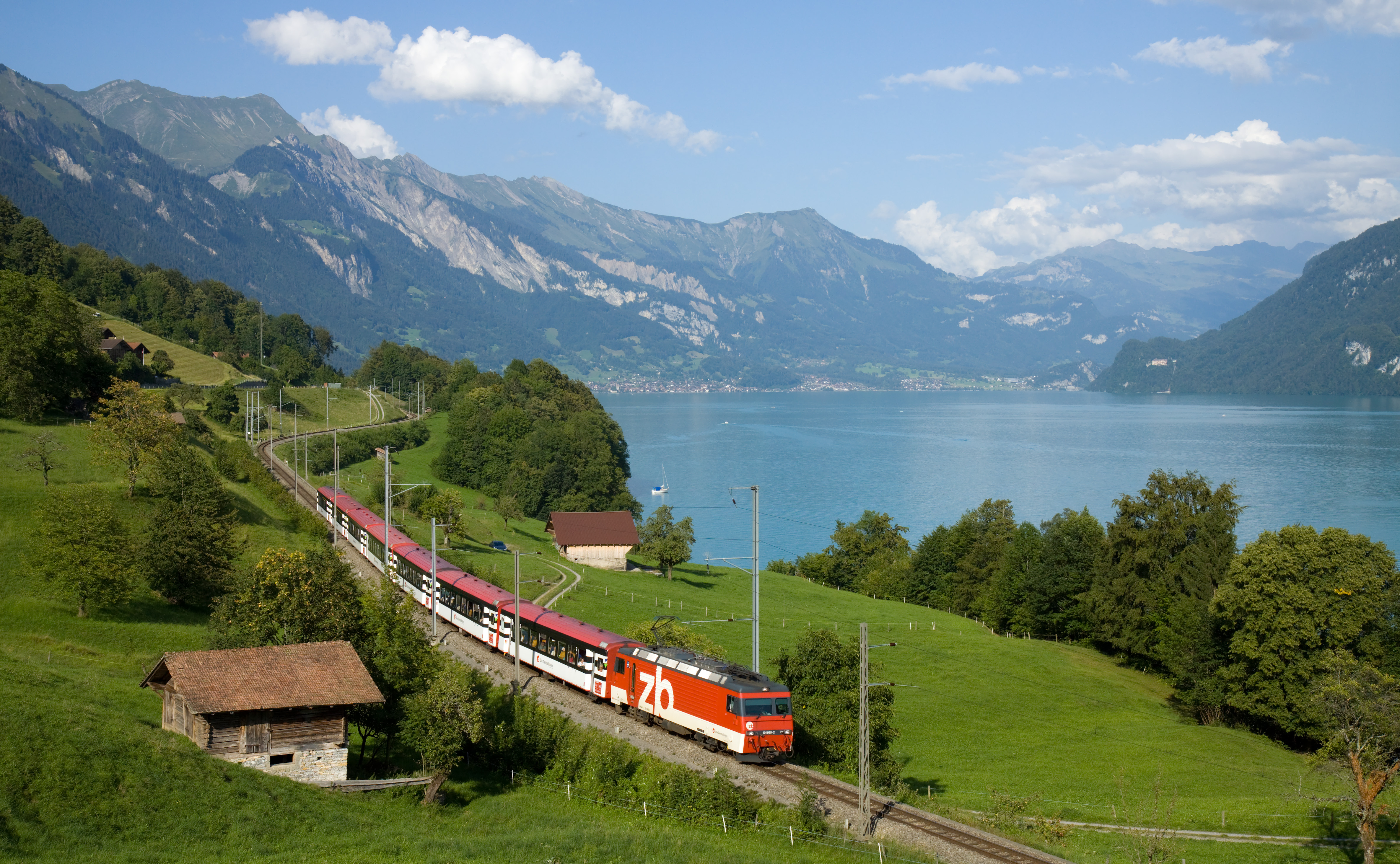
Interregio am Brienzersee, so im Einsatz bis 2013
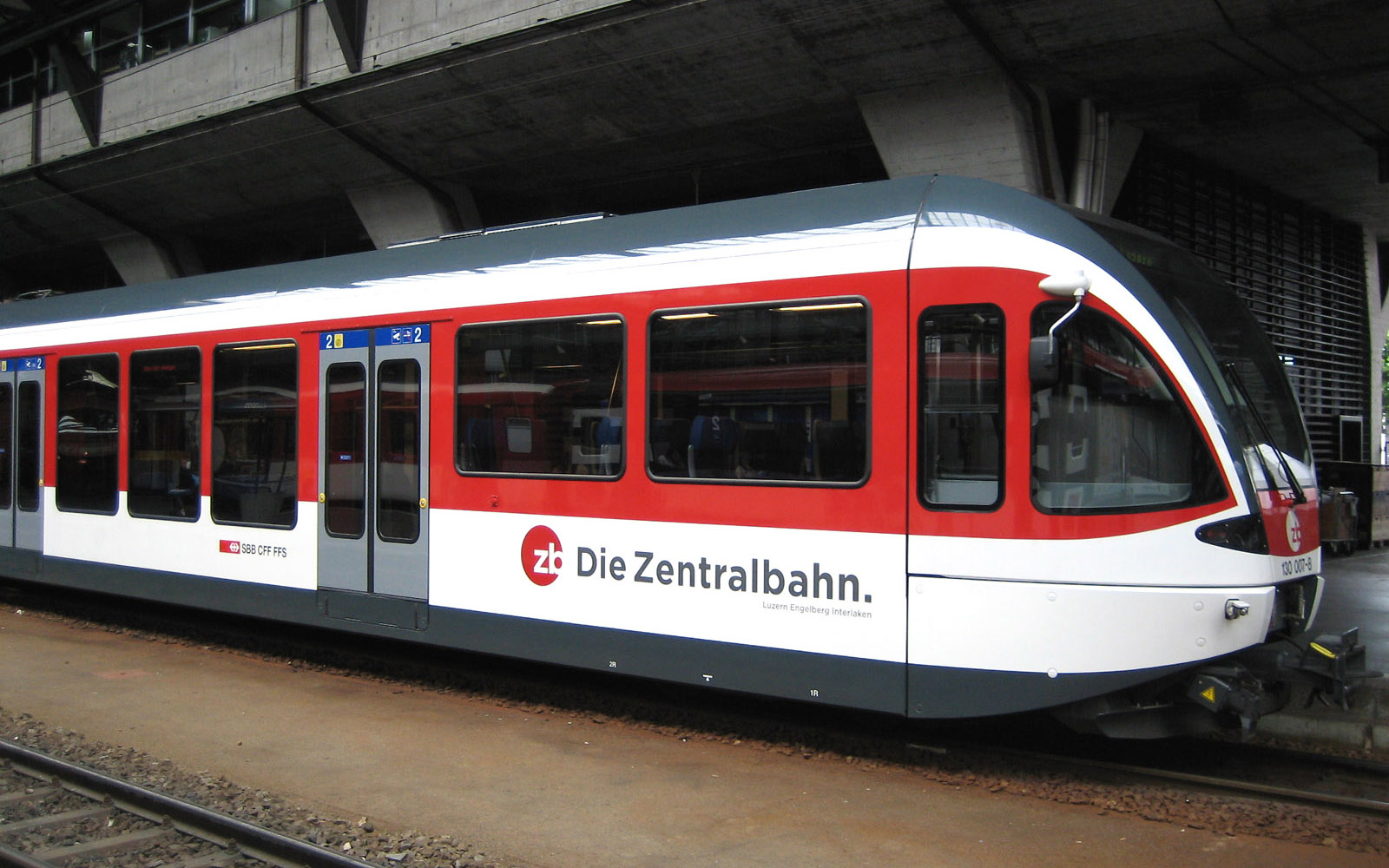
Stadler Spatz in Luzern
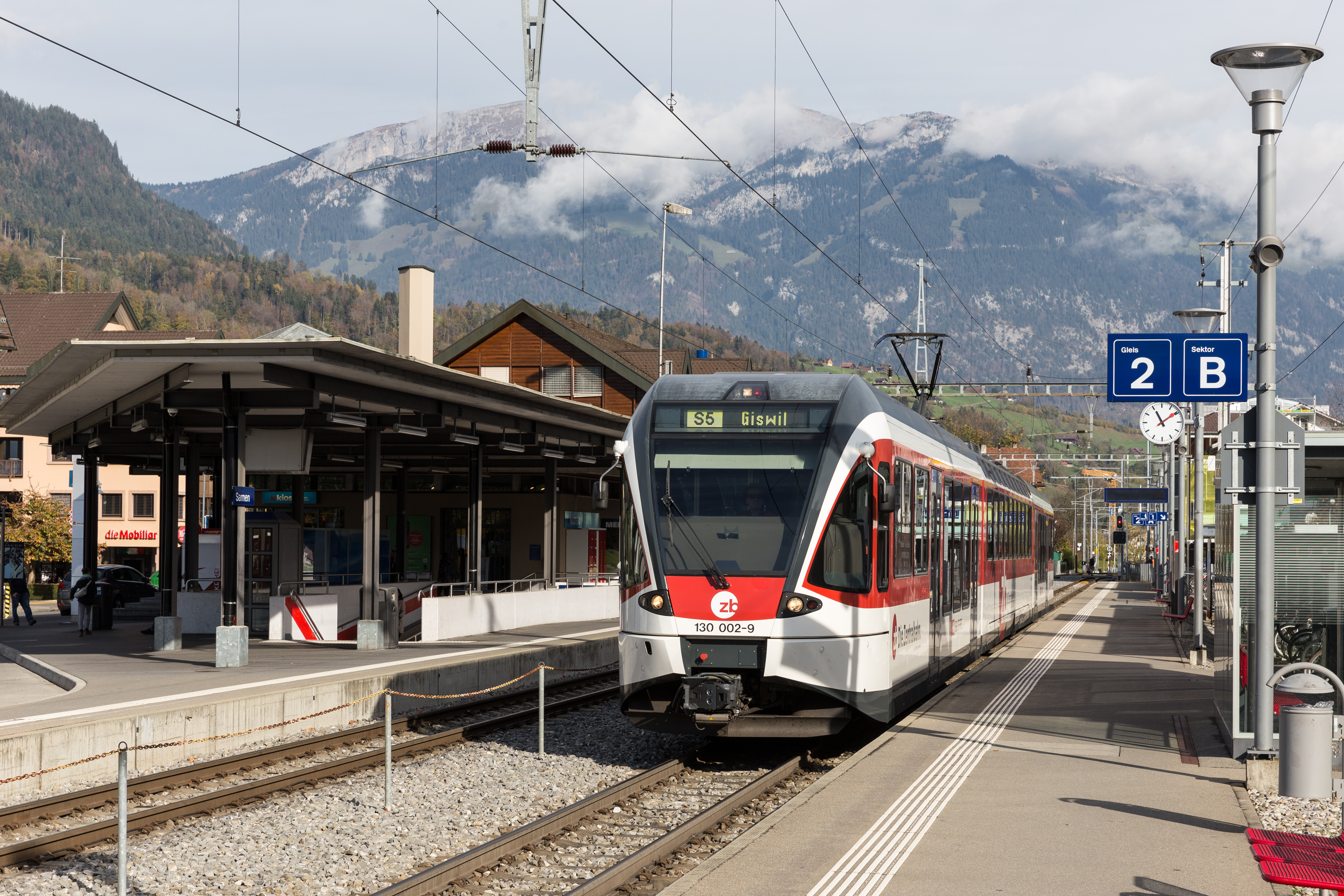
ABe 130 002 (Spatz) in Sarnen
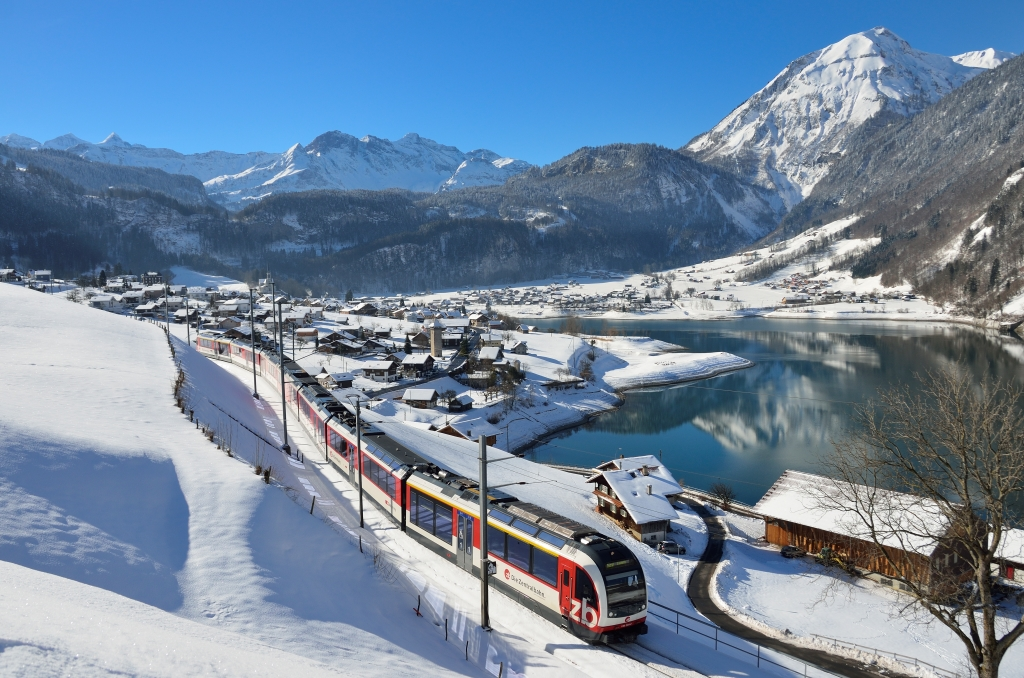
Stadler Adler am Lungerersee
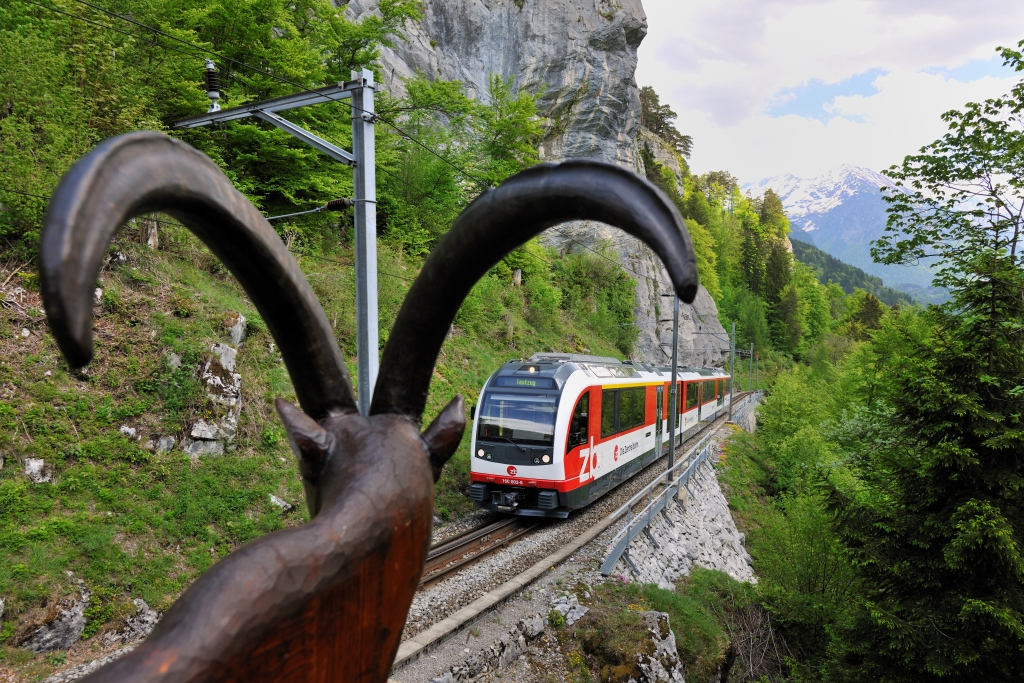
Stadler Fink am Brünig
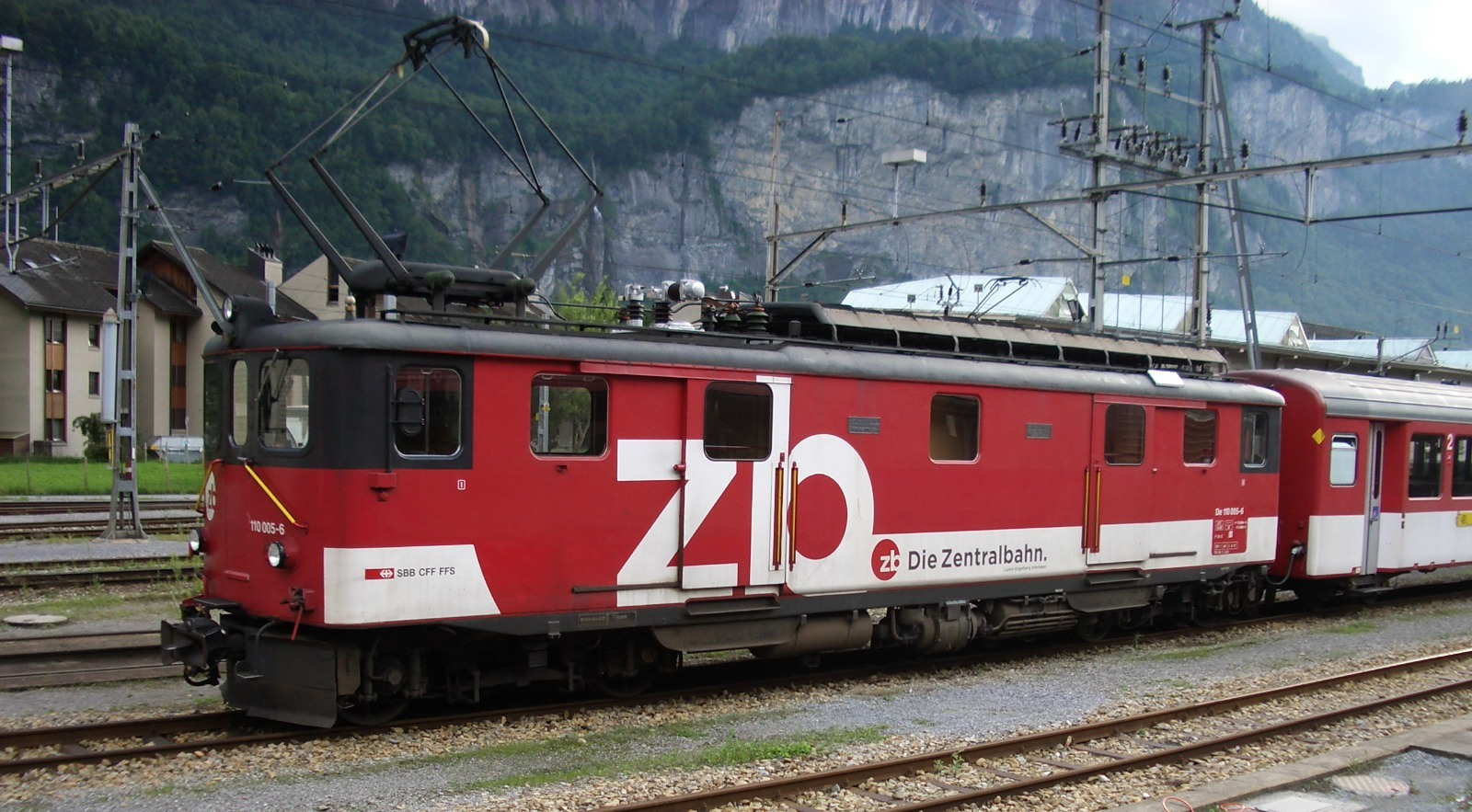
De 110 005 im Bahnhof Meiringen, 2006